# Den yderste Ø
Den yderste Ø er en dansk dokumentarfilm fra 1937, der er instrueret af Jette Bang.

## Handling
Filmen er optaget i Østgrønland på en rejse mellem juli og september 1937 og er Jette Bangs første film. Filmen er gået tabt.